# Landschaftsschutzgebiet Linnepetal zwischen Linnepe und Westenfeld
Das Landschaftsschutzgebiet Linnepetal zwischen Linnepe und Westenfeld mit 42,6 ha Flächengröße liegt im Stadtgebiet von Sundern im Hochsauerlandkreis. Es wurde 1993 mit dem Landschaftsplan Sundern durch den Kreistag des Hochsauerlandkreises als Landschaftsschutzgebiet (LSG) mit 30,06 ha Flächengröße ausgewiesen. Bei der Neuaufstellung des Landschaftsplanes Sundern wurde es als Landschaftsschutzgebiet vom Typ C, Wiesentäler und bedeutsames Extensivgrünland, erneut ausgewiesen und deutlich vergrößert. Hinzu kam u. a. die Fläche des ehemaligen Naturschutzgebiet Nassweide im Linnepetal. Das LSG grenzt direkt an den Siedlungsraum und liegt im Linnepetal zwischen Linnepe und Westenfeld. Es gehört zum Naturpark Sauerland-Rothaargebirge.

## Beschreibung
Das LSG umfasst Grünlandflächen im Talraum der Linnepe und den Unterlauf der Rumke einschließlich der zumeist mit Gebüsch bewachsenen Randböschungen. Die überwiegend intensive Nutzung der Grünlandflächen als Viehweide oder Mähwiese zeigt als gliederndes Element nur den Bachlauf mit seinem ihn begleitenden Ufergehölz. Das Gebiet wird an relativ abgelegenen Stellen bevorzugt von Schwarzstörchen als Nahrungshabitat aufgesucht.

## Schutzzweck
Die Ausweisung erfolgte zur Sicherung und Erhaltung der natürlichen Erholungseignung und der Leistungsfähigkeit des Naturhaushaltes gegenüber den vielfältigen zivilisatorischen Ansprüchen an Natur und Landschaft. Das LSG dient der Ergänzung bzw. Pufferzonenfunktion der strenger geschützten Teile dieses Plangebietes durch den Schutz ihrer Umgebung vor Einwirkungen, die den herausragenden Wert dieser Naturschutzgebiete und Schutzobjekte mindern könnten und Sicherung der Kohärenz und Umsetzung des europäischen Schutzgebietssystems Natura 2000.

## Rechtliche Vorschriften
Wie in den anderen Landschaftsschutzgebieten vom Typ C im Stadtgebiet besteht im LSG ein Verbot, Bauwerke zu errichten. Vom Verbot ausgenommen sind Bauvorhaben für Gartenbaubetriebe, Land- und Forstwirtschaft. Die Untere Naturschutzbehörde kann Ausnahme-Genehmigungen für Bauten aller Art erteilen. Wie in den anderen Landschaftsschutzgebieten vom Typ B in Sundern besteht im LSG ein Verbot der Erstaufforstung und Weihnachtsbaum-, Schmuckreisig- und Baumschul-Kulturen anzulegen. Grünland und Grünlandbrachen dürfen nicht in Acker oder andere Nutzungen umgewandelt werden.